# Abraham Attah
Abraham Attah (Accra, 15 giugno 2001) è un attore ghanese.

## Biografia
Ha debuttato nel film Beasts of No Nation, interpretando il bambino soldato Agu. Per la sua interpretazione ha vinto diversi premi internazionali, tra cui il Premio Marcello Mastroianni alla 72ª Mostra internazionale d'arte cinematografica di Venezia. Attah era un totale esordiente e non aveva mai preso lezioni di recitazione. Ottenne la parte da protagonista in Beasts of No Nation dopo essere stato avvicinato da un membro del personale di produzione mentre si trovava a scuola ad Accra.

## Filmografia
- Beasts of No Nation, regia di Cary Joji Fukunaga (2015)
- Out of the Village, regia di Jonathan Stein (2015) - cortometraggio
- Spider-Man: Homecoming, regia di Jon Watts (2017)
- Tazmanian Devil, regia di Solomon Onita Jr. (2020)
- Spider-Man: No Way Home, regia di Jon Watts (2022)[3]

## Doppiatori italiani
- Mattia Fabiano in Beasts of No Nation

## Riconoscimenti
- 2015 – Mostra internazionale d'arte cinematografica di Venezia
  - Premio Marcello Mastroianni al miglior attore emergente
- 2015 – National Board of Review Award
  - Miglior performance rivelazione maschile
- 2016 – Independent Spirit Awards
  - Miglior attore protagonista